# Irmgard Harder

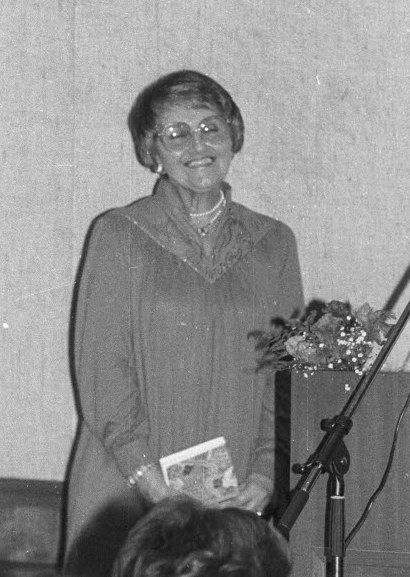
Irmgard Harder bei einer Lesung (1983)

Irmgard Selk-Harder (* 20. August 1922 in Hamburg; † 3. September 2012 in Kiel) war eine deutsche Schauspielerin, Schriftstellerin und Hörfunksprecherin.

## Leben
Nach dem Abitur, das sie 1942 in Hamburg ablegte, absolvierte Irmgard Harder eine Ausbildung zur Schauspielerin und hatte Engagements an verschiedenen Bühnen, unter anderem trat sie fünf Jahre lang am Hamburger Ohnsorg-Theater auf. Ab 1948 begann sie journalistisch zu arbeiten, zunächst für Zeitschriften, später als ständige Mitarbeiterin für den Norddeutschen Rundfunk, hier zunächst in Hamburg, seit 1952 im NDR-Studio Flensburg und ab 1965 im Funkhaus Kiel. Dort leitete sie von Beginn an bis zu ihrer Verabschiedung in den Ruhestand 1984 die Niederdeutsche Redaktion (später Heimatredaktion). Zwischen 1970 und 1973 war Harder darüber hinaus als Realisatorin von Kurzfilmen für das ZDF tätig.
1954 begann Irmgard Harder mit dem Schreiben plattdeutscher Beiträge in Form von Kurzgeschichten und Features sowohl für den Hörfunk als auch für das damals noch junge Medium Fernsehen. Als der NDR 1956 die Sendung Hör mal’n beten to aus der Taufe hob, war Harder Autorin und Sprecherin der ersten Stunde. Über ihre Pensionierung hinaus blieb sie der Sendereihe bis 1997 erhalten. Daneben hatte sie großen Anteil am Erfolg der Sendung Von Binnenland und Waterkant, der ältesten Hörfunksendung Schleswig-Holsteins.
Neben zahlreichen Büchern mit plattdeutschen Erzählungen, die zum Teil in mehreren Auflagen gedruckt wurden, schrieb Irmgard Harder auch das 1955 vom NDR ausgestrahlte Hörspiel Asmus Karsten söcht en niege Heimat. Außerdem sind viele ihrer Arbeiten in Sammelbänden mit plattdeutschen Geschichten enthalten.
Irmgard Harder, die in ihrer Karriere verschiedene Auszeichnungen erhalten hat, war mit dem 1996 verstorbenen Volkskundler Paul Selk verheiratet. Nach ihrem Tod wurde die Selk-Harder-Stiftung in Kraft gesetzt, deren Ziele und Zweck sie unter Einbeziehung der Vorstellungen ihres verstorbenen Ehemannes festgelegt hatte. Zuletzt lebte sie in Schleswig.

## Schriften
- 1959: So is dat awer ok, Hans Köhler Verlag
- 1971: Dat Glück kümmt mit’n Bummeltog, Quickborn-Verlag, ohne ISBN
- 1973: Gustav un ick un annere Lüüd, Quickborn-Verlag, ISBN 3-87651-0422
- 1974: Wedder mal Wiehnachten, Quickborn-Verlag, ISBN 3-87651-0457
- 1980: Allens okay?, Husum Druck- und Verlagsgesellschaft ISBN 3880421137
- 1982: Blots mal eben, Husum Druck- und Verlagsgesellschaft, ISBN 3-88042-178-1
- 1983: Mit de besten Afsichten, Husum Druck- und Verlagsgesellschaft, ISBN 3-88042-069-6
- 1984: Blots en Fru…, Husum Druck- und Verlagsgesellschaft, ISBN 3-88042-024-6
- 1987: Överraschung to Wiehnachten, Husum Druck- und Verlagsgesellschaft, ISBN 3-88042-254-0
- 1987: Gegen Dummerhaftigkeit is nix to maken, Quickborn-Verlag, ISBN 3-87651-107-0
- 1989: Do wat Du wullt, Quickborn-Verlag, ISBN 3-87651-118-6
- 1991: Wiehnachten överall, Quickborn-Verlag, ISBN 3-87651-136-4
- 1993: De besten Geschichten, Quickborn-Verlag, ISBN 3-87651-171-2
- 1995: Sluderee un Wohrheit, Quickborn-Verlag, ISBN 3-87651-181-X
- 1998: Schleswig-Holstein-Impressionen, Verlag H. Lühr & Dircks, Hamburg, ISBN 978-3921416754
- 1999: Eenfach Glück, Quickborn-Verlag, ISBN 3-87651-216-6
- 2000: Wiehnachtsmann geiht mit de Tiet, Quickborn-Verlag, ISBN 3-87651-227-1
- 2002: Dörch de Johrn, Quickborn-Verlag, ISBN 3-87651-240-9
- 2008: Dat lütte Wiehnachtsbook; Hrsg.: Gesche Scheller, Autoren: Gerd Bahr, Ines Barber, Hein Blomberg, Reimer Bull, Heike Fedderke, Hans-Jürgen Forster, Irmgard Harder, Christa Heise-Batt, Rudolf Kinau, Dirk Römmer, Gerd Spiekermann und Günter Timm, Quickborn-Verlag, Hamburg, ISBN 978-3-87651-335-5.

## Diskografie
- Mien Moderspraak, Niederdeutsche Gedichte von Klaus Groth bis zur Gegenwart, Sprecher: Ivo Braak, Irmgard Harder und Günther Dockerill (Schallplatte)
- Plattdüütsche Vertellen, geschrieben und erzählt von Konrad Hansen, Irmgard Harder und Reimer Bull, Hörbuch, Quickborn-Verlag 1999, ISBN 3-87651-252-2
- Stücken ut’n Neihkasten, Hörbuch, Quickborn-Verlag 2005, ISBN 3-87651-301-4
- Dor hett en Uul seten!, Beiträge aus der Reihe Hör mal’n beten to mit Irmgard Harder, Günter Harte, Gerd Lüpke, Wolfgang Sieg und Jasper Vogt, Hörbuch, Verlag Jung, Kiel 2006, ISBN 3-89882-071-8

## Hörspiele

### Als Autorin
- 1955: Asmus Karsten söcht en niege Heimat – Regie: Hans Tügel, mit Otto Lüthje, Heidi Kabel, Ingeborg Walther, Günther Siegmund, Hans Fitze und der Autorin als Erzählerin

### Als Sprecherin
- 1946: De politsche Kannengeter – Regie: Curt Becker
- 1946: Stratenmusik – Regie: Curt Becker
- 1950: Erpressung – Übersetzung und Regie: Heinrich Fischer
- 1950: Einer zahlt seine Schuld – Regie: Fritz Schröder-Jahn
- 1950: Das Teufelsrad – Regie: Kurt Reiss
- 1951: Thies un Ose – Regie: Hans Freundt
- 1951: Snaaksche Wienachten – Regie: Hans Freundt
- 1951:  Krut gegen den Dood – Regie: Hans Freundt
- 1952: Vom Fischmarkt zum Dovenfleet – Regie: Hans Freundt
- 1952: Lütt Seelken – Autor und Regie: Werner Perrey
- 1954: Hallig-Weihnacht – Regie: Nicht angegeben
- 1955: De ol Mann, de wedder nah Schol geiht – Regie: Günter Jansen
- 1956: De ruge Hoff – Regie: Hans Tügel
- 1958: De Doden sünd dod – Regie: Hans Tügel
- 1958: Leege Fracht – Regie: Günter Jansen
- 2003: Also, ahoi erstmal ... – Regie: Frank Grupe

## Auszeichnungen
- 1985: Fritz-Reuter-Preis
- 1997: Lornsen-Kette des Schleswig-Holsteinischen Heimatbundes
- 1998: Niederdeutscher Literaturpreis der Stadt Kappeln
- 2002: Schleswig-Holstein-Medaille